# پورت ملبورن (ویکتوریا)
پورت ملبورن (به انگلیسی: Port Melbourne) یک حومه شهر در استرالیا است که در City of Port Phillip واقع شده‌است.